# Liste des domaines Internet de premier niveau
 (avril 2016).
 (février 2014).
Si vous disposez d'ouvrages ou d'articles de référence ou si vous connaissez des sites web de qualité traitant du thème abordé ici, merci de compléter l'article en donnant les références utiles à sa vérifiabilité et en les liant à la section « Notes et références ».
Cet article contient une liste des domaines de premier niveau (top-level domain en anglais, abrégé en TLD). Elle inclut à la fois les domaines génériques (.net, .com…) et les domaines nationaux de premier niveau (country code top-level domain, en abrégé ccTLD).

## Types de domaines de premier niveau
L'IANA distingue actuellement les types de domaines de premier niveau suivants :
- un domaine de premier niveau spécial (.arpa) ;
- des domaines de premier niveau nationaux (en anglais, country-code top-level-domains ou ccTLD);
- des domaines de premier niveau internationalisés 
  - des domaines de premier niveau nationaux internationalisés (en anglais, internationalized country code top-level domains ou IDN ccTLD),
  - des domaines de premier niveau internationalisés de test ;
- des domaines de premier niveau génériques (en anglais, generic top-level-domains ou gTLD) 
  - des domaines de premier niveau parrainés (en anglais, sponsored top-level-domains ou sTLD),
  - des domaines de premier niveau non parrainés.

Chaque domaine de premier niveau est géré par une organisation qui est chargée d'allouer (éventuellement de manière commerciale) ses sous-domaines.
Les domaines génériques se divisent en domaines génériques non commandités et en domaines génériques commandités. D'une manière générale, un domaine générique non commandité obéit à des règles établies par l'ensemble de la communauté Internet représentée par l'ICANN alors qu'un domaine générique commandité obéit à des règles établies par un organisme de gestion représentant la communauté étroite qui utilise le domaine.
Les domaines génériques non commandités se divisent en domaines génériques non commandités non restreints et en domaines génériques non commandités restreints. Les domaines non restreints sont ouverts à tous, quels que soient leurs domaines d'activités, alors que les domaines génériques non commandités restreints sont destinés à des organisations ou des personnes possédant des caractéristiques précises (tout comme les domaines commandités).  En revanche, contrairement aux domaines commandités, les demandes de sous-domaines dans des domaines génériques non commandités restreints ne font pas l'objet d'une validation avant l'attribution du nom de sous-domaine.
Les domaines génériques commandités sont gérés de façon stricte par un organisme de gestion. L'organisme de gestion, qui a reçu son autorité de l'ICANN, a beaucoup de latitude dans l'établissement des règles et dans la gestion du domaine qui lui est attribué. L'une des fonctions de l'organisme de gestion est de s'assurer que le demandeur d'un sous-domaine possède bien les caractéristiques qui sont affichées par le nom du domaine. Ainsi l'organisme de gestion du domaine .museum s'assure qu'un demandeur est bien un musée, une association muséale ou un membre de la profession muséale.
Les domaines nationaux sont associés à un pays.

## Le domaine de premier niveau spécial
- Nom : le nom du domaine de premier niveau générique
- Utilisation : utilisation envisagée
- Commentaires : commentaires sur le domaine
- Mise en service : année de la mise en service du domaine

| Nom   | Utilisation                                          | Commentaires | Organisme de gestion                                        | Enregistrement officiel du TLD | Mise en service | Services d'enregistrement     |
| ----- | ---------------------------------------------------- | --- | ----------------------------------------------------------- | ------------------------------ | --------------- | ----------------------------- |
| .arpa | Ce domaine est exploité pour des raisons techniques. | Zone des paramètres d'adressage et de routage (Address and Routing Parameter Area (ARPA) Domain, anciennement Arpanet) | Internet Assigned Numbers Authority, Californie, États-Unis | root-whois                     | 1985            | http://www.iana.org/arpa-dom/ |

## Liste des domaines génériques internationaux
De nouveaux domaines de premier niveau sont créés sur simple demande, potentiellement toutes les combinaisons de 3 et 4 caractères seront utilisées.
Par exemple en 2015 une marque danoise a obtenu l'exclusivité de vendre des domaines en .icu à fins de marketing ; ainsi le site net-secure-browse.icu est utilisé pour du piratage, appelé hameçonnage.
Cette liste n'est donc pas exhaustive. La liste de tous les domaines de premier niveau, qu'ils soient génériques ou nationaux, est disponible sur le site de l'IANA.
- Nom : le nom du domaine de premier niveau générique
- Utilisation : utilisation envisagée
- Type : type de domaine (ouvert : aucune vérification de l'admissibilité avant l'inscription d'un domaine de second niveau ; parrainé : vérification par l'organisme de gestion avant l'inscription d'un domaine de second niveau)
- Commentaires : commentaires sur le domaine
- Mise en service : année de la mise en service du domaine
- NDI : support pour un  nom de domaine internationalisé (NDI)
- DNSSEC : présence d’enregistrements DNS pour Domain Name System Security Extensions

| Nom                      | Utilisation                                                                   | Type     | Commentaires | Mise en service | NDI                      | DNSSEC |
| ------------------------ | ----------------------------------------------------------------------------- | -------- | --- | --------------- | ------------------------ | ------ |
| .aaa                     | Extension de l'Association américaine des automobilistes                      | Privé    | |                 |                          |        |
| .abbott                  | Extension des Laboratoires Abbott                                             | Privé    | |                 |                          |        |
| .abc                     | Extension du groupe Disney                                                    | Privé    | |                 |                          |        |
| .academy                 | Établissements scolaires privés                                               | Ouvert   | | 2014            | ?                        | Oui    |
| .ai / .io                | Extension détournée de Anguilla pour les domaines intelligences artificielles | Ouvert   | |                 |                          |        |
| .airbus                  | Extension du groupe Airbus                                                    | Privé    | |                 |                          |        |
| .aero                    | Industrie du transport aérien                                                 | Parrainé | Réservé aux organisations œuvrant dans l’industrie du transport aérien. Organisme de gestion : Société internationale de télécommunication aéronautique S.C. (SITA SC), Suisse | 2002            | Non                      | Non    |
| .alsace                  | Sites régionaux                                                               | Ouvert   | |                 |                          |        |
| .apple                   | Extension du groupe Apple                                                     | Privé    | |                 |                          |        |
| .archi                   | Extension des Architectes                                                     | Parrainé | Réservé aux architectes, agences d’architectes, universités d’architecture ou toute autre personne ou service ayant un rapport avec les architectes. | 2014            | ?                        | Oui    |
| .asia                    | Région Asie-Pacifique                                                         | Parrainé | Réservé aux entreprises, aux organisations et aux individus de l’Asie, de l'Australie et du Pacifique. Organisme de gestion : DotAsia | 2008            | Oui                      | Oui    |
| .axa                     | Extension du groupe Axa                                                       | Privé    | | 2014            | ?                        | ?      |
| .bike                    | Vélos et motos                                                                | Ouvert   | | 2014            | ?                        | Oui    |
| .biz                     | Affaires                                                                      | Ouvert   | Toute entité peut s’enregistrer, mais l’enregistrement peut être contesté plus tard si le domaine n’est pas possédé par une entité commerciale respectant les critères du domaine. Ce domaine a été créé pour pallier le manque de noms dans le domaine .com. | 2001            | Non                      | Oui    |
| .blue                    | Pour les sites en rapport avec le bleu                                        | Ouvert   | | ?               | ?                        | Oui    |
| .bnpparibas              | Extension de la BNP Paribas                                                   | Privé    | | 2014            | ?                        | ?      |
| .brussels                | Extension de la ville de Bruxelles                                            | Ouvert   | |                 |                          |        |
| .build                   | Industrie du bâtiment                                                         | Ouvert   | | ?               | ?                        | Oui    |
| .builders                | Ouvriers du bâtiment                                                          | Ouvert   | | 2014            | ?                        | Oui    |
| .buzz                    | Marketing et réseaux sociaux                                                  | Ouvert   | | ?               | ?                        | Oui    |
| .bzh                     | Bretagne                                                                      | Ouvert   | Réservé aux institutions, entreprises ou associations, personnes souhaitant marquer leur attachement à la Bretagne | 2014            | Non                      | Oui    |
| .cab                     | Taxi                                                                          | Ouvert   | | 2014            | ?                        | ?      |
| .cam                     | Divertissement                                                                | Ouvert   | | 2016            | Oui                      | Oui    |
| .camera                  | Caméras                                                                       | Ouvert   | | 2014            | ?                        | Oui    |
| .camp                    | Camping                                                                       | Ouvert   | | ?               | ?                        | Oui    |
| .careers                 | Offres d'emploi                                                               | Ouvert   | | 2014            | ?                        | Oui    |
| .cat                     | Langue et culture catalane                                                    | Parrainé | Réservé à la langue et la culture catalane. Organisme de gestion : Fundacio puntCAT, Espagne | 2006            | Oui                      | Oui    |
| .catholic                | Organisations catholiques                                                     | Parrainé | Réservé aux organisations catholiques reconnues par le Vatican. | 2014            | Oui                      | ?      |
| .center                  | Centre (centre de recherche ou centre communautaire)                          | Ouvert   | | 2014            | ?                        | ?      |
| .ceo                     | PDG                                                                           | Ouvert   | | ?               | ?                        | Oui    |
| .christmas               | Noël                                                                          | Ouvert   | | ?               | ?                        | Oui    |
| .clothing                | Vêtements                                                                     | Ouvert   | | 2014            | Non                      | Oui    |
| .cloud                   | Fournisseurs de cloud computing                                               | Ouvert   | | ?               | ?                        | ?      |
| .club                    | Clubs, associations                                                           | Ouvert   | | 2014            | Non                      | Oui    |
| .coffee                  | Café                                                                          | Ouvert   | | ?               | ?                        | Oui    |
| .com                     | Affaires                                                                      | Ouvert   | Toute entité peut y réserver un domaine de second niveau. Originellement destiné aux entités à but lucratif, pour diverses raisons, ce domaine est devenu le domaine principal d’Internet et est utilisé par toutes sortes d’entités incluant des organisations sans but lucratif, des organismes gouvernementaux, des établissements d’enseignement, etc. Un enregistrement peut être contesté si le propriétaire ne peut prouver qu’il utilise légitimement le nom pour prévenir le cybersquattage. | 1985            | Oui                      | Oui    |
| .company                 | Compagnie                                                                     | Ouvert   | | 2014            | ?                        | Oui    |
| .computer                | Informatique                                                                  | Ouvert   | | 2014            | ?                        | Oui    |
| .construction            | Industrie du bâtiment                                                         | Ouvert   | | 2014            | Non                      | Oui    |
| .consulting              | Consultance                                                                   | Ouvert   | | ?               | ?                        | ?      |
| .contractors             | Entrepreneurs                                                                 | Ouvert   | | 2014            | Non                      | Oui    |
| .coop                    | Coopératives                                                                  | Parrainé | Réservé aux coopératives tel que défini par les principes de Rochdale. Organisme de gestion : DotCooperation LLC, District de Columbia, États-Unis | 2002            | Non                      | Non    |
| .corsica                 | Corse                                                                         | Ouvert   | Réservé à toute personne, institution ou entreprise voulant marquer son attachement à la Corse. Organisme de gestion : Collectivité de Corse, France | 2015            | Non                      | Oui    |
| .cuisinella              | Extension de l'entreprise Cuisinella                                          | Privé    | Réservé à la société Cuisinella. | 2016            | ?                        | Non    |
| .diamonds                | Industrie du diamant et des bijoux                                            | Ouvert   | | 2014            | ?                        | Oui    |
| .directory               | Répertoires                                                                   | Ouvert   | | 2014            | Non                      | Oui    |
| .domains                 | Domaines Internet                                                             | Ouvert   | | 2014            | ?                        | Oui    |
| .email                   | Courrier électronique                                                         | Ouvert   | | 2014            | ?                        | Oui    |
| .enterprises             | Pour les compagnies (petites ou grandes)                                      | Ouvert   | | 2014            | ?                        | Oui    |
| .equipment               | Équipement                                                                    | Ouvert   | | 2014            | Non                      | Oui    |
| .estate                  | Immobilier                                                                    | Ouvert   | | 2014            | Non                      | Oui    |
| .eus                     | Sites en langue basque                                                        | Ouvert   | | 2014            | ?                        | Non    |
| .family                  | Famille                                                                       | Ouvert   | Destiné aux sites généraux et particuliers qui ont trait à la famille ou à une famille. Organisme de gestion : United TLD Holdco Ltd. | 2015            | ?                        | ?      |
| .florist                 | Fleuristes                                                                    | Ouvert   | | ?               | ?                        | Oui    |
| .frogans                 | Adressage sur Internet                                                        | Parrainé | Le titulaire du registre précise qu'il sera l'unique utilisateur de noms de domaine en .frogans (aucune commercialisation) | 2014            | ?                        | ?      |
| .gallery                 | Galeries de photos et d’art                                                   | Ouvert   | | 2014            | Non                      | Oui    |
| .gift                    | Cadeaux                                                                       | Ouvert   | | ?               | Oui                      | Oui    |
| .glass                   | Vitriers                                                                      | Ouvert   | | ?               | ?                        | Oui    |
| .global                  | Entreprises globales                                                          | Ouvert   | | 2014            | ?                        | ?      |
| .graphics                | Graphisme                                                                     | Ouvert   | | 2014            | Oui                      | Oui    |
| .guitars                 | Guitares                                                                      | Ouvert   | | ?               | Oui                      | Oui    |
| .guru                    | Expert dans un domaine                                                        | Ouvert   | | 2014            | Oui (français, espagnol) | Oui    |
| .holdings                | Secteur financier                                                             | Ouvert   | | 2014            | Non                      | Oui    |
| .holiday                 | Cadeaux de fin d'année                                                        | Ouvert   | | ?               | ?                        | Oui    |
| .house                   | Immobilier et bâtiment                                                        | Ouvert   | | ?               | ?                        | Oui    |
| .info                    | Information                                                                   | Ouvert   | | 2001            | Oui                      | Oui    |
| .institute               | Instituts                                                                     | Ouvert   | | ?               | ?                        | Oui    |
| .int                     | Organisations gouvernementales internationales                                | Parrainé | Réservé à des organisations, des bureaux ou des projets reconnus par un traité entre deux ou plusieurs nations. Quelques domaines ne répondant pas à ces critères sont acceptés en fonction de clauses de grand-père. Organisme de gestion : Internet Assigned Numbers Authority, Californie, États-Unis | 1988            | Non                      | Non    |
| .jobs                    | Embauche                                                                      | Parrainé | Réservé à des compagnies reconnues pour la promotion RH. Organisme de gestion : Employ Media LLC, Ohio, États-Unis | 2005            | Non                      | Non    |
| .kitchen                 | Alimentation                                                                  | Ouvert   | | 2014            | Non                      | Oui    |
| .kim                     | Personnes s'appelant Kim                                                      | Ouvert   | Kim est un prénom courant aux États-Unis et c'est le nom de famille le plus répandu en Corée. | ?               | ?                        | Oui    |
| .krd                     | Domaine destiné au Kurdistan irakien                                          |          | |                 |                          |        |
| .land                    | Immobilier                                                                    | Ouvert   | | 2014            | Non                      | Oui    |
| .leclerc                 | Extension des magasins E.Leclerc                                              | Privé    | | 2015            |                          |        |
| .lighting                | Éclairage                                                                     | Ouvert   | | 2014            | Non                      | Oui    |
| .limo                    | Limousine                                                                     | Ouvert   | | 2014            | ?                        | Oui    |
| .link                    | Liens Internet                                                                | Ouvert   | | ?               | Oui                      | Oui    |
| .management              | Gestion                                                                       | Ouvert   | | 2014            | ?                        | Oui    |
| .marketing               | Marketing et communication                                                    | Ouvert   | | ?               | ?                        | Oui    |
| .menu                    | Restaurants                                                                   | Ouvert   | | 2014            | ?                        | Oui    |
| .mma                     | Extension de la société MMA (Assurance)                                       | Privé    | Réservé à la société MMA (Assurance). | 2015            | ?                        | ?      |
| .mobi                    | Appareils mobiles                                                             | Parrainé | Réservé à des sites compatibles avec des appareils mobiles selon des standards définis. Organisme de gestion : mTLD Top Level Domain Limited dba dotMobi, Irlande | 2006            | Non                      | Non    |
| .moe                     | Culture otaku japonaise                                                       | Ouvert   | | 2014            | Oui                      | Oui    |
| .museum                  | Musées                                                                        | Parrainé | Réservé aux entités muséales. Organisme de gestion : Museum Domain Management Association (MuseDoma), Suède | 2002            | Oui                      | Oui    |
| .name                    | Individus                                                                     | Ouvert   | Toute personne peut réserver un nom de domaine. En revanche, un enregistrement peut être contesté si le propriétaire ne peut prouver qu’il utilise légitimement le nom selon la charte du domaine pour prévenir le cybersquattage. | 2002            | Oui                      | Oui    |
| .net                     | Réseau                                                                        | Ouvert   | Originellement destiné aux organisations présentant un lien avec les technologies réseau, comme les fournisseurs de services Internet et autres sociétés d’infrastructures réseau. | 1985            | Oui                      | Oui    |
| .ninja                   | Expertise générale                                                            | Ouvert   | Principalement utilisé dans le cadre d'une expertise en ligne | ?               | Oui                      | Oui    |
| .ooo                     | Général                                                                       | Ouvert   | | 2014            | Non                      | Oui    |
| .onl                     | Online                                                                        | Ouvert   | | ?               | ?                        | Oui    |
| .org                     | Organisation sans but lucratif                                                | Ouvert   | Originellement destiné aux organisations sans but lucratif, ce domaine est encore principalement utilisé par de telles organisations. | 1985            | Oui                      | Oui    |
| .photo                   | Photographie et partage de photos                                             | Ouvert   | | ?               | Oui                      | Oui    |
| .photography             | Photographie                                                                  | Ouvert   | | 2014            | Non                      | Oui    |
| .photos                  | Photographie et partage de photos                                             | Ouvert   | | 2014            | ?                        | Oui    |
| .pics                    | Photographie et partage de photos                                             | Ouvert   | | ?               | Oui                      | Oui    |
| .pink                    | Pour ceux qui aiment le rose                                                  | Ouvert   | | ?               | ?                        | Oui    |
| .plumbing                | Plomberie                                                                     | Ouvert   | | 2014            | Non                      | Oui    |
| .post                    | Services Postaux                                                              | Parrainé | Réservé aux administrations postales tel que défini par la constitution de l'Union postale universelle, et leurs grands clients qui veulent fournir un "Trusted Postal Services". Organisme de gestion : Union postale universelle, Suisse | 2012            | Non                      | Oui    |
| .pro                     | Professionnels                                                                | Ouvert   | Ce domaine est destiné aux personnes ayant un statut professionnel reconnu. En revanche, le bureau d'enregistrement accepte sans vérification la prétention d'un candidat à un statut professionnel. | 2004            | Non                      | Non    |
| .quebec                  | Destiné aux sites québécois                                                   | Ouvert   | |                 |                          |        |
| .radio                   | Réservé au monde de la radio                                                  | Ouvert   | Domaine destiné aux radios, internet radios, sociétés offrant des services liés à la radio, radio-amateurs, professionnels de la radio | 2017            | Oui                      | Oui    |
| .recipes                 | Recettes et cuisine                                                           | Ouvert   | | 2014            | ?                        | Oui    |
| .red                     | Pour ceux qui aiment le rouge                                                 | Ouvert   | | ?               | ?                        | Oui    |
| .repair                  | Réparation, maintenance                                                       | Ouvert   | | ?               | ?                        | Oui    |
| .rich                    | Entreprises proposant des services pour les riches                            | Ouvert   | | ?               | ?                        | Oui    |
| .sexy                    | Divertissement pour adultes (pornographie)                                    | Ouvert   | | 2013            | Oui                      | Oui    |
| .shiksha                 | Éducation, formation en Inde                                                  | Ouvert   | Shiksha signifie éducation en hindi. | ?               | ?                        | Oui    |
| .shoes                   | Chaussures                                                                    | Ouvert   | | 2014            | ?                        | ?      |
| .singles                 | Rencontres en ligne                                                           | Ouvert   | | 2014            | Non                      | Oui    |
| .sncf                    | Extension utilisée par le groupe français SNCF.                               | Privé    | Réservé à la SNCF (Société nationale des chemins de fer français). | 2015            | ?                        | ?      |
| .solar                   | Énergie solaire                                                               | Ouvert   | | ?               | ?                        | Oui    |
| .solutions               | Solutions de toutes sortes                                                    | Ouvert   | | 2014            | ?                        | Oui    |
| .sony                    | Extension utilisé par le groupe Sony                                          | Privé    | | 2015            | ?                        | ?      |
| .support                 | Pages d'aide                                                                  | Ouvert   | | 2014            | Oui (français, espagnol) | Oui    |
| .systems                 | Systèmes technologiques complexes                                             | Ouvert   | | 2014            | ?                        | Oui    |
| .technology              | Technologie                                                                   | Ouvert   | | 2014            | Non                      | Oui    |
| .tattoo                  | Tatouage                                                                      | Ouvert   | | 2014            | Oui                      | Oui    |
| .tel                     | Services de communications                                                    | Parrainé | Réservé aux compagnies et individus qui veulent offrir un accès centralisé à leur numéro de téléphone ou à leurs autres coordonnées (par exemple adresse, numéro de fax, adresse électronique, messageries instantanées, contact LinkedIn, compte Facebook). Organisme de gestion : Telnic, Royaume-Uni | 2009            | Oui                      | Non    |
| .tips                    | Pour partager ses connaissances, donner des conseils                          | Ouvert   | | 2014            | ?                        | Oui    |
| .today                   | Sites avec modifications fréquentes                                           | Ouvert   | | 2014            | Non                      | Oui    |
| .training                | Formation et didacticiels                                                     | Ouvert   | | 2014            | ?                        | Oui    |
| .travel                  | Voyage et tourisme                                                            | Parrainé | Réservé à l’industrie du voyage ou du tourisme. Organisme de gestion : Tralliance Corporation, État de New York, États-Unis | 2005            | Non                      | Non    |
| .uno                     | Sites en espagnol                                                             | Ouvert   | | 2014            | ?                        | Oui    |
| .ventures                | Financement pour start-ups                                                    | Ouvert   | | 2014            | Non                      | Oui    |
| .vlaanderen              | Région Flandre                                                                |          | |                 |                          |        |
| .voyage                  | Voyage                                                                        | Ouvert   | | 2014            | ?                        | Oui    |
| .wed                     | Couples mariés et services liés au mariage                                    | Ouvert   | Cette extension est destinée aux couples nouvellement mariés pour une courte durée (deux ans, avec une troisième année à un tarif prohibitif). | 2014            | Non                      | Oui    |
| .wiki                    | Wikis                                                                         | Ouvert   | Pour quiconque intéressé par la création de ressources collaborative. | 2014            | ?                        | ?      |
| .world                   | ?                                                                             | ?        | ? | 2016 ?          | ?                        | ?      |
| .xxx                     | Divertissement sexuel                                                         | Parrainé | Réservé à des sites offrant du contenu sexuellement explicite (pornographie). Organisme de gestion : ICM Registry. | 2011            | Non                      | Non    |
| .xyz                     | Générale                                                                      |          | | 2014            | Oui                      | Oui    |
| .みんな (xn--q9jyb4c)    | Tout le monde                                                                 | Ouvert   | Le nom de ce domaine (みんな, minna) signifie tout le monde en japonais. Ce domaine est destiné en premier lieu mais pas exclusivement aux communautés nipponophones. Le site de Google Registry, Registre du domaine .みんな | 2014            | Oui                      | Oui    |
| .在线 (xn--3ds443g)      | En ligne                                                                      | Ouvert   | Le nom de ce domaine (在线, zàixiàn) signifie en ligne en chinois. | ?               | Oui                      | Oui    |
| .中文网 (xn--fiq228c5hs) | Réseau en chinois                                                             | Ouvert   | Le nom de ce domaine (中文网, Zhōngwén wǎng) signifie « réseau en langue chinoise » en chinois. | ?               | Oui                      | Oui    |
| .移动 (xn--6frz82g)      | Mobile                                                                        | Ouvert   | Le nom de ce domaine (移动, yídòng) signifie mobile en chinois. | ?               | Oui                      | Oui    |

## Liste des domaines génériques américains
- Nom : le nom du domaine de premier niveau générique
- Utilisation : utilisation envisagée
- Type : type de domaine (ouvert : aucune vérification de l'admissibilité avant l'inscription d'un domaine de second niveau ; vérification par l'organisme de gestion avant l'inscription d'un domaine de second niveau)
- Commentaires : commentaires sur le domaine
- Mise en service : année de la mise en service du domaine
- NDI : support pour un  nom de domaine internationalisé (NDI)
- DNSSEC : présence d’enregistrements DS pour  Domain Name System Security Extensions

| Nom  | Utilisation  | Commentaires | Organisme de gestion | Mise en service | NDI | DNSSEC |
| ---- | ------------ | ------------ | --- | --------------- | --- | ------ |
| .edu | Éducation    | Parrainé     | Depuis 2001, ce domaine est réservé aux institutions post-secondaires accréditées par le département de l'Éducation des États-Unis. Ce domaine contient donc presque exclusivement des collèges et des universités américains. Certaines institutions qui ne rencontrent pas les nouveaux critères mais qui s'étaient enregistrées avant 2001 ont pu conserver leur nom de domaine en vertu d'une clause d'antériorité. Organisme de gestion : EDUCAUSE, Colorado, États-Unis | 1985            | Non | Oui    |
| .gov | Gouvernement | Parrainé     | Réservé aux entités et aux agences américaines. Organisme de gestion : General Services Administration, Virginie, États-Unis | 1985            | Non | Oui    |
| .mil | Militaire    | Parrainé     | Réservé à l'armée américaine. Organisme de gestion : DoD Network Information Center, Ohio, États-Unis | 1985            | Non | Oui    |

## Liste des domaines nationaux
Certains ccTLD admettent, depuis 2009 environ, des noms de domaine internationalisés (IDN) comportant des caractères régionaux et/ou spéciaux, hors code ASCII. C'est le cas par exemple des ccTLD .eu (Europe) et .de (Allemagne).
- Haut – A
- B
- C
- D
- E
- F
- G
- H
- I
- J
- K
- L
- M
- N
- O
- P
- Q
- R
- S
- T
- U
- V
- W
- X
- Y
- Z

### A
- .ac :  Île de l’Ascension
- .ad :  Andorre
- .ae :  Émirats arabes unis
- .af :  Afghanistan
- .ag :  Antigua-et-Barbuda
- .ai :  Anguilla
- .al :  Albanie
- .am :  Arménie
- .an :  Antilles néerlandaises
  - Abordée en 2004, la dissolution de l'État Fédéral des Antilles Néerlandaises prend effet le 10 octobre 2010. Le .an est alors programmé pour disparaître le 31 juillet 2015 malgré une demande de l'exécutif néerlandais d'extension du délai au 31 octobre 2015 refusée par l'ICANN[17]. Au 21 juillet 2015, il ne restait qu'une vingtaine de titulaires de noms de domaine en .AN[17].
  - Les îles de Bonaire, Saint-Eustache et Saba étant réintégrées au Royaume des Pays-Bas et les îles de Saint-Martin et Curaçao acquérant un statut autonome. En 2011 la norme ISO 3166-1 alpha-2 est utilisée pour la création du domaine de premier niveau  national de ces territoires et Saint-Martin se voit attribuer le .SX, Curaçao et Bonaire se voient attribuer le .CW, et Saint-Eustache et Saba se voient attribuer le .BQ. Ce dernier domaine, s'il est bien délégué, n'est pas encore actif en avril 2019[18].
- .ao :  Angola
- .aq :  Antarctique (défini ici comme tout ce qui se trouve au sud de la latitude 60° S)
- .ar :  Argentine
- .as :  Samoa américaines
- .at :  Autriche
- .au :  Australie (incluant les îles Ashmore et Cartier et les îles de la Mer de Corail)
- .aw :  Aruba
- .ax :  Åland
  - .ax remplace le sous-domaine aland.fi. Ce code .ax est mis en service le 15 août 2006 à la suite du vote, le 17 mars 2006, de la loi qui l'a créé.
- .az :  Azerbaïdjan

### B
- .ba :  Bosnie-Herzégovine
- .bb :  Barbade
- .bd :  Bangladesh
- .be :  Belgique
- .bf :  Burkina Faso
- .bg :  Bulgarie
- .bh :  Bahreïn
- .bi :  Burundi
- .bj :  Bénin
- .bl :  Saint-Barthélemy (réservé, registre non assigné)
- .bm :  Bermudes
- .bn :  Brunei
- .bo :  Bolivie
- .bq :  Pays-Bas caribéens (réservé, registre non assigné)
- .br :  Brésil
- .bs :  Bahamas
- .bt :  Bhoutan
- .bu :  Birmanie, remplacé par .mm (pour Myanmar) en 1997
- .bv :  Île Bouvet
- .bw :  Botswana
- .by :  Biélorussie
- .bz :  Belize

### C
- .ca :  Canada
- .cc :  Îles Cocos
- .cd :  République démocratique du Congo / Congo-Kinshasa
- .cf :  République centrafricaine
- .cg :  République du Congo / Congo-Brazzaville
- .ch :  Suisse (Confoederatio Helvetica en latin)
- .ci :  Côte d'Ivoire
- .ck :  Îles Cook
- .cl :  Chili
- .cm :  Cameroun
- .cn :  République populaire de Chine
- .co :  Colombie
  - Ce code national est utilisé comme contraction de .com (mise à disposition courant avril 2010)[19]
- .cr :  Costa Rica
- .cs :  Serbie-et-Monténégro (réservation annulée, registre non assigné) ; voir aussi .yu (Yougoslavie), .me (Monténégro) et .rs (Serbie)
  - Ce code avait été alloué auparavant à la  Tchécoslovaquie (allocation supprimée) : voir maintenant .cz (Tchéquie) et .sk (Slovaquie).
- .cu :  Cuba
- .cv :  Cap-Vert
- .cw :  Curaçao
- .cx :  Île Christmas
- .cy :  Chypre
- .cz :  Tchéquie

### D
- .dd :  ex-Allemagne de l'Est (RDA, Deutsche Demokratische Republik en allemand)
- .de :  Allemagne (Deutschland en allemand)
- .dj :  Djibouti
- .dk :  Danemark
- .dm :  Dominique
- .do :  République dominicaine
- .dz :  Algérie (Dzayer en Berbère arabisé en Djazaïr)

### E
- .ec :  Équateur
- .ee :  Estonie
- .eg :  Égypte
- .eh :  Sahara occidental (réservé, registre non assigné)
- .er :  Érythrée
- .es :  Espagne
- .et :  Éthiopie
- .eu :  Union européenne

### F
- .fi :  Finlande
- .fj :  Fidji
- .fk :  Îles Malouines (Falkland Islands en anglais)
- .fm :  États fédérés de Micronésie
- .fo :  Îles Féroé
- .fr :  France
- .fx :  France Métropolitaine

### G
- .ga :  Gabon
- .gb :  Grande-Bretagne (réservé, non utilisé ; voir .uk)
- .gd :  Grenade
- .ge :  Géorgie
- .gf :  Guyane française
- .gg :  Guernesey
- .gh :  Ghana
- .gi :  Gibraltar
- .gl :  Groenland
- .gm :  Gambie
- .gn :  Guinée
- .gp :  Guadeloupe
- .gq :  Guinée équatoriale
- .gr :  Grèce
- .gs :  Géorgie du Sud-et-les îles Sandwich du Sud
- .gt :  Guatemala
- .gu :  Guam
- .gw :  Guinée-Bissau
- .gy :  Guyana

### H
- .hk :  Hong Kong
- .hm :  Îles Heard-et-MacDonald
- .hn :  Honduras
- .hr :  Croatie (Hrvatska en croate)
- .ht :  Haïti
- .hu :  Hongrie

### I
- .id :  Indonésie
- .ie :  Irlande
- .il :  Israël
- .im :  Île de Man
- .in :  Inde
- .io :  Territoire britannique de l'océan Indien
- .iq :  Irak
- .ir :  Iran
- .is :  Islande
- .it :  Italie

### J
- .je :  Jersey
- .jm :  Jamaïque
- .jo :  Jordanie
- .jp :  Japon

### K
- .ke :  Kenya
- .kg :  Kirghizistan
- .kh :  Cambodge (Khmer)
- .ki :  Kiribati
- .km :  Comores
- .kn :  Saint-Christophe-et-Niévès (Saint-Kitts et Nevis)
- .kp :  Corée du Nord (réservé, registre non assigné)
- .kr :  Corée du Sud
- .kw :  Koweït
- .ky :  Îles Caïmans
- .kz :  Kazakhstan

### L
- .la :  Laos
- .lb :  Liban
- .lc :  Sainte-Lucie
- .li :  Liechtenstein
- .lk :  Sri Lanka
- .lr :  Liberia
- .ls :  Lesotho
- .lt :  Lituanie
- .lu :  Luxembourg
- .lv :  Lettonie (Latvija en letton)
- .ly :  Libye

### M
- .ma :  Maroc
- .mc :  Monaco
- .md :  Moldavie
- .me :  Monténégro (réservé, registre non assigné) ; voir aussi .yu (Yougoslavie, Serbie-et-Monténégro) et .cs (Serbie-et-Monténégro, réservation annulée)
- .mf :  Saint-Martin (réservé, registre non assigné)
- .mg :  Madagascar
- .mh :  Îles Marshall
- .mk :  Macédoine du Nord
- .ml :  Mali
- .mm :  Birmanie (Myanmar)
- .mn :  Mongolie
- .mo :  Macao
- .mp :  Îles Mariannes du Nord
- .mq :  Martinique
- .mr :  Mauritanie
- .ms :  Montserrat
- .mt :  Malte
- .mu :  Maurice
- .mv :  Maldives
- .mw :  Malawi
- .mx :  Mexique
- .my :  Malaisie
- .mz :  Mozambique

### N
- .na :  Namibie
- .nc :  Nouvelle-Calédonie
- .ne :  Niger
- .nf :  Île Norfolk
- .ng :  Nigeria
- .ni :  Nicaragua
- .nl :  Pays-Bas (Nederland en néerlandais)
- .no :  Norvège
- .np :  Népal
- .nr :  Nauru
- .nu :  Niue
- .nz :  Nouvelle-Zélande

### O
- .om :  Oman

### P
- .pa :  Panama
- .pe :  Pérou
- .pf :  Polynésie française (avec l'île de Clipperton)
- .pg :  Papouasie-Nouvelle-Guinée
- .ph :  Philippines
- .pk :  Pakistan
- .pl :  Pologne
- .pm :  Saint-Pierre-et-Miquelon
- .pn :  Pitcairn
- .pr :  Porto Rico
- .ps :  Autorité palestinienne (Cisjordanie et Bande de Gaza)
- .pt :  Portugal
- .pw :  Palaos
- .py :  Paraguay

### Q
- .qa :  Qatar

### R
- .re :  La Réunion
- .ro :  Roumanie
- .rs :  Serbie (réservé, registre non assigné) ; voir aussi .yu (Yougoslavie, Serbie-et-Monténégro) et .cs (Serbie-et-Monténégro, réservation annulée)
- .ru :  Russie
- .rw :  Rwanda

### S
- .sa :  Arabie saoudite
- .sb :  Îles Salomon
- .sc :  Seychelles
- .sd :  Soudan
- .se :  Suède
- .sg :  Singapour
- .sh :  Sainte-Hélène
- .si :  Slovénie
- .sj :  Svalbard et Jan Mayen
- .sk :  Slovaquie
- .sl :  Sierra Leone
- .sm :  Saint-Marin
- .sn :  Sénégal
- .so :  Somalie
- .sr :  Suriname
- .ss :  Soudan du Sud (réservé, registre non assigné)
- .st :  Sao Tomé-et-Principe
- .su :  CEI (anciennement  Union soviétique)
- .sv :  Salvador
- .sx :  Saint-Martin (État autonome du Royaume des Pays-Bas issu de la disparition des Antilles néerlandaises)
- .sy :  Syrie
- .sz :  Eswatini (Ex Swaziland)

### T
- .tc :  Îles Turks-et-Caïcos
- .td :  Tchad
- .tf :  Terres australes et antarctiques françaises
- .tg :  Togo
- .th :  Thaïlande
- .tj :  Tadjikistan
- .tk :  Tokelau
- .tl :  Timor oriental (Timor Leste en portugais) ; voir aussi .tp
- .tm :  Turkménistan
- .to :  Tonga
- .tp :  Timor oriental (anciennement  Timor portugais) ; encore utilisé en plus de .tl
- .tr :  Turquie
- .tt :  Trinité-et-Tobago
- .tv :  Tuvalu
- .tn :  Tunisie
- .tw :  Taïwan
- .tz :  Tanzanie

### U
- .ua :  Ukraine
- .ug :  Ouganda
- .uk :  Royaume-Uni (United Kingdom en anglais)
- .um :  Îles mineures éloignées des États-Unis
- .us :  États-Unis (United States en anglais) ; peu utilisé
- .uy :  Uruguay
- .uz :  Ouzbékistan

### V
- .va :  Vatican
- .vc :  Saint-Vincent-et-les-Grenadines
- .ve :  Venezuela
- .vg :  Îles Vierges britanniques
- .vi :  Îles Vierges des États-Unis
- .vn :  Viêt Nam
- .vu :  Vanuatu

### W
- .wf :  Wallis-et-Futuna
- .ws :  Samoa

### X
Aucun code.

### Y
- .ye :  Yémen
- .yt :  Mayotte
- .yu : anciennement pour Serbie ou Monténégro (anciennement  Yougoslavie) ; .cs a été réservé pour la Serbie-et-Monténégro mais non utilisé ; voir .me (Monténégro) et .rs (Serbie)

### Z
- .za :  Afrique du Sud (Zuid-Afrika en néerlandais)
- .zm :  Zambie
- .zr :  Zaïre, remplacé par .cd (RDC) en 2001
- .zw :  Zimbabwe